# Peddāpuram
Peddāpuram är en ort i Indien.   Den ligger i distriktet East Godāvari och delstaten Andhra Pradesh, i den sydöstra delen av landet, 1 400 km söder om huvudstaden New Delhi. Peddāpuram ligger 38 meter över havet och antalet invånare är 45 967.
Terrängen runt Peddāpuram är platt. Runt Peddāpuram är det tätbefolkat, med 881 invånare per kvadratkilometer. Närmaste större samhälle är Kakinada, 16,7 km sydost om Peddāpuram. Omgivningarna runt Peddāpuram är en mosaik av jordbruksmark och naturlig växtlighet.